# Cascade River, Alberta
Cascade River är ett vattendrag i Kanada.   Det ligger i provinsen Alberta, i den centrala delen av landet, 3 000 km väster om huvudstaden Ottawa.
I omgivningarna runt Cascade River växer i huvudsak barrskog. Runt Cascade River är det mycket glesbefolkat, med 7 invånare per kvadratkilometer.